# Sajóvelezd
Sajóvelezd ist eine ungarische Gemeinde im Kreis Putnok im Komitat Borsod-Abaúj-Zemplén.

## Geografische Lage
Sajóvelezd liegt in Nordungarn, 35 Kilometer nordwestlich des Komitatssitzes Miskolc, vier Kilometer südöstlich der Kreisstadt Putnok, am rechten Ufer des Flusses Sajó. Nachbargemeinden sind Dubicsány und Sajómercse.

## Geschichte
Im Jahr 1913 gab es in der damaligen Kleingemeinde 194 Häuser und 976 Einwohner auf einer Fläche von 4061 Katastraljochen. Sie gehörte zu dieser Zeit zum Bezirk Ózd im Komitat Borsod.

## Sehenswürdigkeiten
- Burgberg (Várhegy ) mit Resten einer Burgruine, westlich der Gemeinde
- Damasa-Schlucht (Damasa-szakadék), westlich der Gemeinde
- Heimatmuseum (Tájház)
- Ilona-Quelle (Ilona-forrás)
- Reformierte Kirche, erbaut Anfang des 19. Jahrhunderts
- Römisch-katholische Kapelle Urunk mennybemenetele
- Weltkriegsdenkmal (I. és II. világháborús emlékmű)

## Verkehr
Durch Sajóvelezd verläuft die Landstraße Nr. 2527. Es bestehen Busverbindungen nach Putnok und Ózd. Der nächstgelegene Bahnhof befindet sich in Putnok.

## Bilder

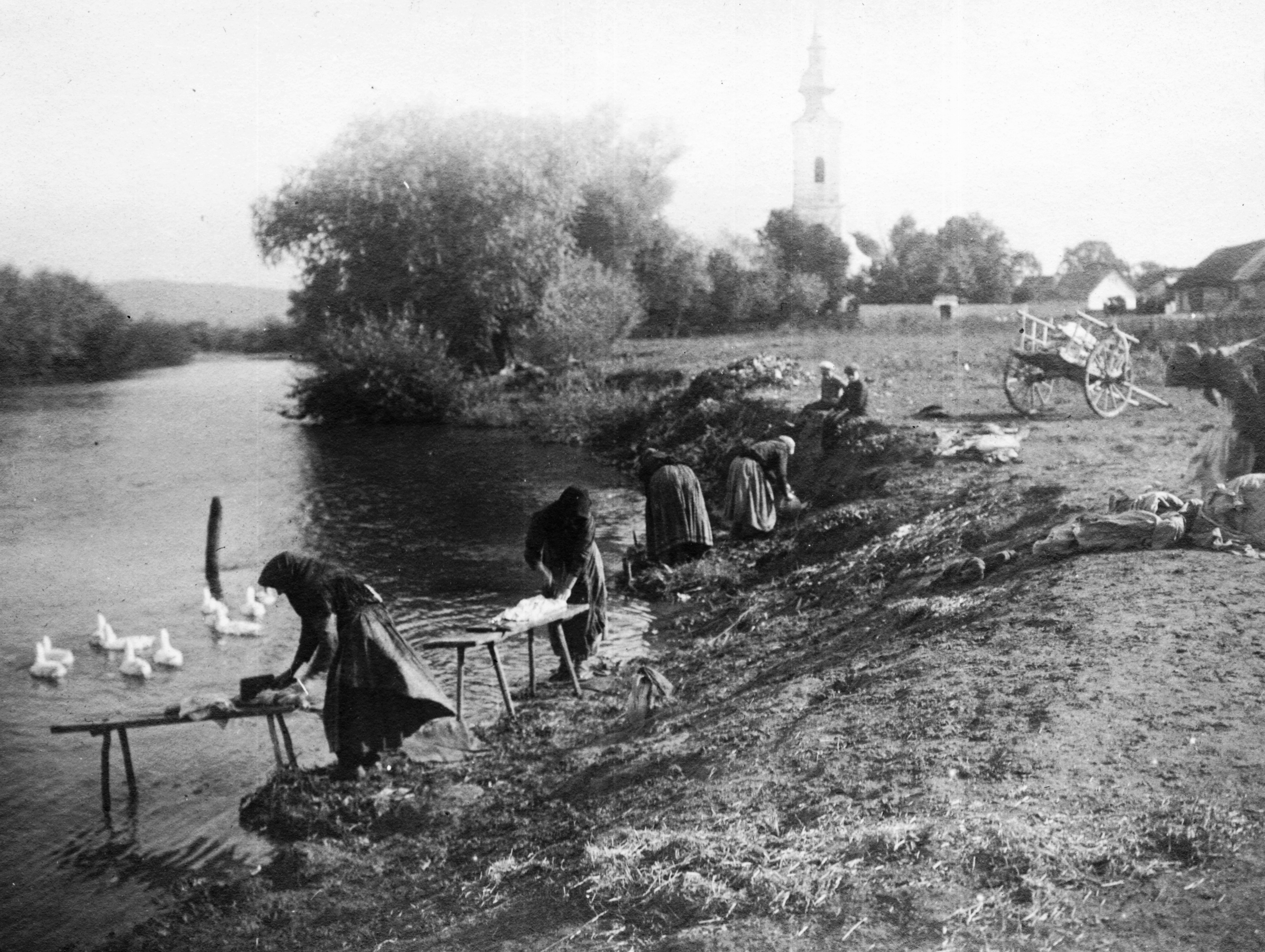
Wäscherinnen am Fluss (1914)
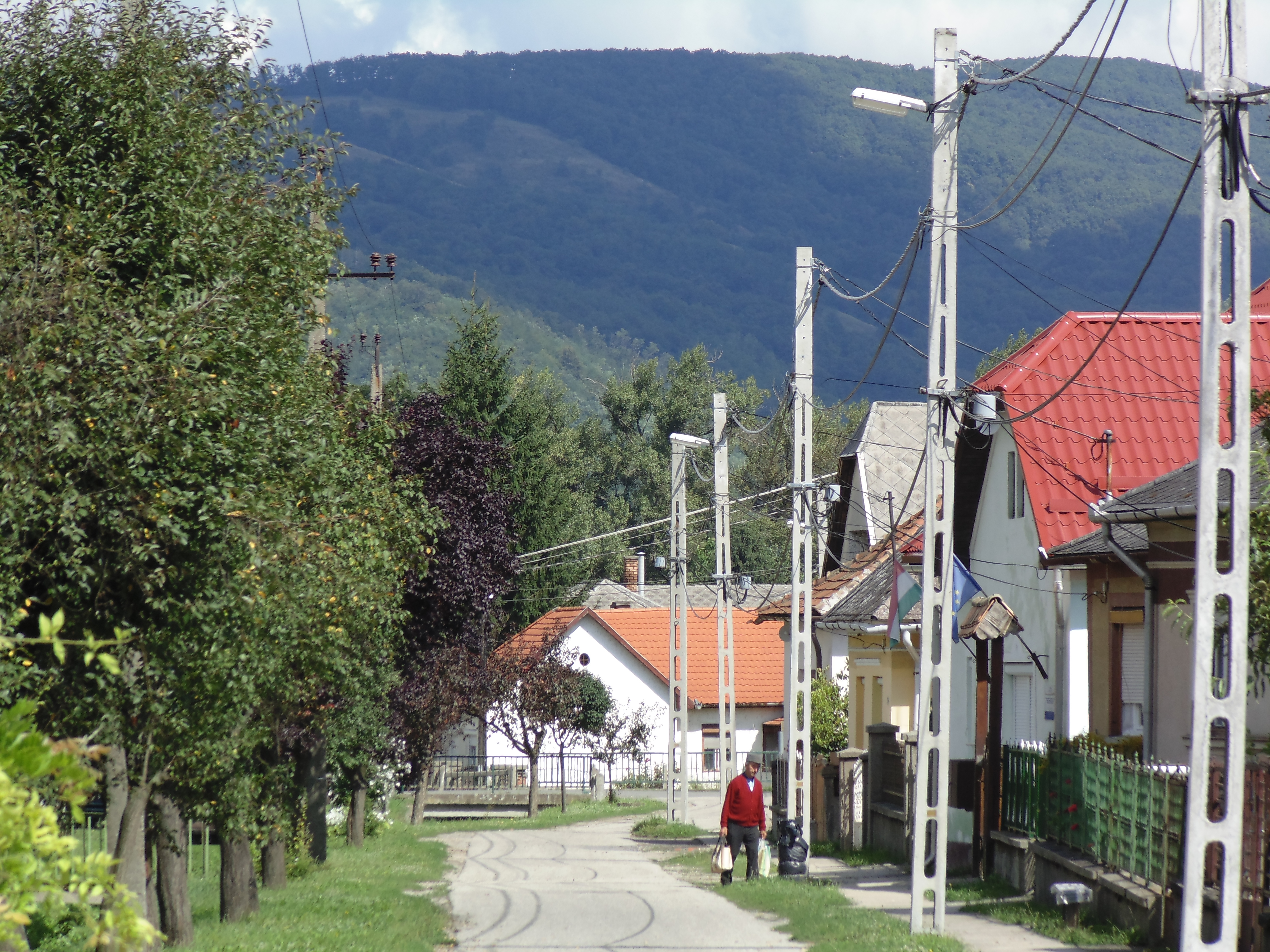
Straßenbild
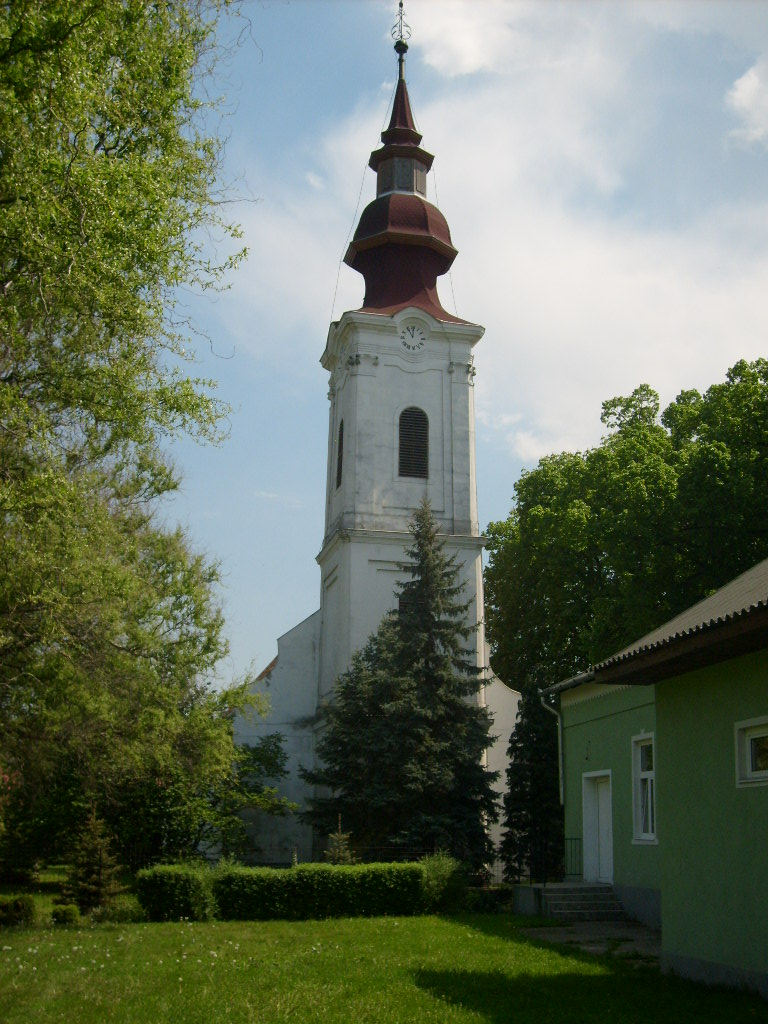
Reformierte Kirche
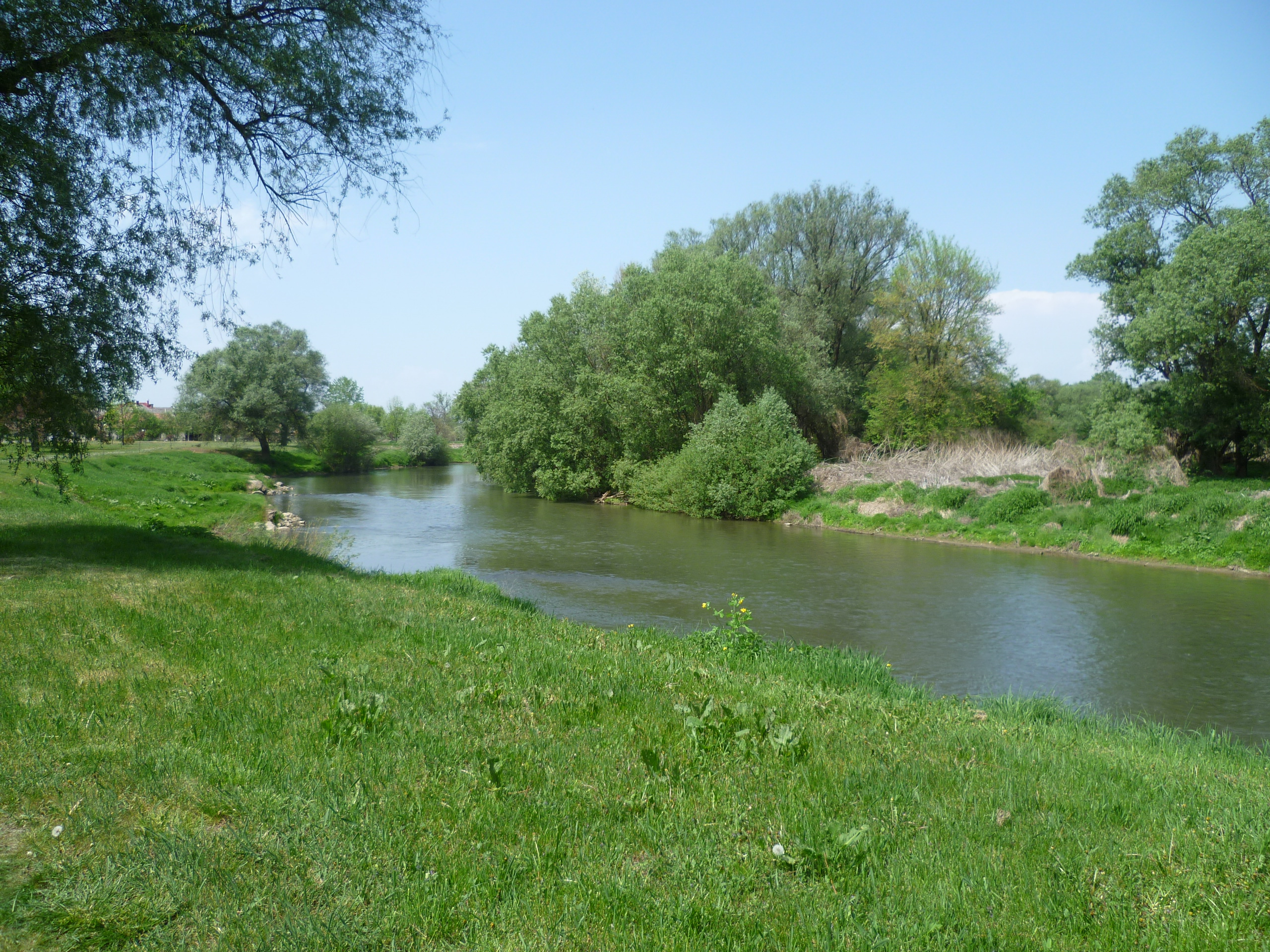
Sajó bei Sajóvelezd